# Canadian National Exhibition
De Canadian National Exhibition (CNE) is een jaarlijks evenement in Toronto, Ontario. Het wordt in de 18 dagen voorafgaand aan de Canadese Dag van de Arbeid gehouden. Het evenement trekt jaarlijks rond de anderhalf miljoen bezoekers. Het is de grootste jaarlijkse beurs van Canada en de op vijf na grootste van Noord-Amerika.
De eerste editie werd gehouden in 1879 en was toen voornamelijk gewijd aan de promotie van landbouw en technologie in Canada. De beurs is de showcase van het werk en de stand van het land. Daarnaast zijn er tal van evenementen omheen georganiseerd op het gebied van onder anderen winkelen, entertainment en sport.